# Brandon Buck
Brandon Buck (ur. 16 sierpnia 1988 w Delaware, Ontario) – kanadyjski hokeista, reprezentant Kanady.
Hokeistami zostali jego rodzice (matka była reprezentantką Kanady) oraz wujek Bill Armstrong.

## Kariera
- St. Marys Lincolns (2004/2005)
- Stratford Cullitons (2005-2006)
- Guelph Storm (2006-2008)
- Norfolk Admirals (2009)
- Florida Everblades (2009-2010)
- Houston Aeros (2009-2011)
- Sparta Sarpsborg (2011-2012)
- KHL Medveščak Zagrzeb (2012-2013)
- EHC Basel (2013-2014)
- ERC Ingolstadt (2014-2017)
- HC Davos (2017-2018)
- Vienna Capitals (2018)
- Nürnberg Ice Tigers (2018-2020)

Od 2006 przez trzy sezony grał w kanadyjskiej juniorskiej lidze OHL w ramach rozgrywek CHL. Następnie od 2009 występował w ligach amerykańskich: ECHL i AHL. W 2011 wyjechał do Europy. Od czerwca 2011 jako zawodnik klubu Sparta Sarpsborg grał w lidze norweskiej GET-ligaen sezonu 2011/2012. W lipcu 2012 został zawodnikiem chorwackiego klubu Medveščak Zagrzeb i występował w jego barwach w austriackiej lidze EBEL edycji 2012/2013. W kwietniu 2013 został zawodnikiem szwajcarskiego klubu EHC Basel, podpisując dwuletni kontrakt. W jego barwach rozegrał sezon 2013/2014 rozgrywek National League B. W lipcu 2014 jego kontrakt został rozwiązany z powodów finansowych. W tym samym miesiącu został zawodnikiem niemieckiego klubu ERC Ingolstadt w lidze DEL. Pod koniec 2014 podpisał z klubem dwuletni kontrakt. W barwach zespołu rozegrał sezon DEL (2014/2015). W sierpniu 2015 przedłużył kontrakt z klubem do 2020. W grudniu 2017 został zawodnikiem szwajcarskiego klubu HC Davos. W połowie lutego 2018 został przetransferowany do Vienna Capitals. W kwietniu 2018 został zawodnikiem niemieckiego Nürnberg Ice Tigers. Latem 2020 odszedł z tego klubu. W sezonei 2020/2021 już nie występował, a w lutym 2021 ogłosił zakończenie kariery zawodniczej.
W barwach Kanady uczestniczył w turnieju Deutschland Cup 2014 oraz w innym cyklach towarzyskich.

## Sukcesy
Klubowe
- Mistrzostwo konferencji AHL: 2011 z Houston Aeros
- Srebrny medal mistrzostw Niemiec: 2015

Indywidualne
- ECHL (2010/2011):
  - Mecz Gwiazd ECHL
- EBEL (2012/2013):
  - Pierwsze miejsce w klasyfikacji +/- w sezonie zasadniczym: +33
- DEL (2014/2015):
  - Trzecie miejsce w klasyfikacji strzelców w sezonie zasadniczym: 28 goli
    - Pierwsze miejsce w klasyfikacji skuteczności strzałów względem uzyskanych goli w sezonie zasadniczym: 19,9%

  - Piąte miejsce w klasyfikacji kanadyjskiej w sezonie zasadniczym: 59 punktów[15]
  - Pierwsze miejsce w klasyfikacji asystentów w fazie play-off: 10 goli
    - Pierwsze miejsce w klasyfikacji strzelców goli w przewagach w fazie play-off: 4 gole

  - Piąte miejsce w klasyfikacji asystentów w fazie play-off: 10 asyst
  - Pierwsze miejsce w klasyfikacji kanadyjskiej w fazie play-off: 20 punktów[16]
- Puchar Spenglera 2018:
  - Pierwsze miejsce w klasyfikacji strzelców turnieju: 3 gole